# Светско првенство у кошарци 2019 — група Б
„Група Б на Светском првенству у кошарци 2019.” је друга група на Светском првенству које ће бити одиграно у Кини. Групна фаза овог такмичења почиње 31. августа и трајаће до 4. септембра 2019. године. У групи Б ће се састати репрезентације Русије, Аргентине, Јужне Кореје и Нигерије. Утакмице се играју у Спортском центру Вухан у Вухану. Свака репрезентација ће играти једна против друге (укупно три кола). Након што се одиграју утакмице, два најбољепласирана тима ће се пласирати у другу фазу такмичења, а два најлошијепласирана тима ће играти Класификационе кругове (распоред од 17. до 32. места).

## Тимови
| Група Б                                      |
| -------------------------------------------- |
| Русија · Аргентина · Јужна Кореја · Нигерија |

| Репрезентација | Квалификовани          | Квалификовани       | Наступ          | Наступ         | Најбољи наступ                         | Ранг на Фибиној листи |
| Репрезентација | Квалификовани као      | Датум               | Последњи наступ | Укупно наступа | Најбољи наступ                         | Ранг на Фибиној листи |
| -------------- | ---------------------- | ------------------- | --------------- | -------------- | -------------------------------------- | --------------------- |
| Русија         | Европске квалификације | 24. фебруар 2019.   | 2010            | 5              | Другопласирани (1994, 1998)            | 10                    |
| Аргентина      | Америчке квалификације | 2. децембар 2018.   | 2014            | 13             | Шампион (1950)                         | 5                     |
| Јужна Кореја   | Азијске квалификације  | 2. децембар 2018.   | 2014            | 8              | 4. место (1970) / Квалификациони круг  | 32                    |
| Нигерија       | Афричке квалификације  | 15. септембар 2018. | 2006            | 4              | 13. место (1998) / Квалификациони круг | 33                    |

## Пласман (Табела)
| Поз. | Табела групе Б | ИГ | Д | И | П+  | П-  | Разл. | Бод. | Коментари                       |
| ---- | -------------- | -- | - | - | --- | --- | ----- | ---- | ------------------------------- |
| 1.   | Аргентина      | 3  | 3 | 0 | 258 | 211 | +47   | 6    | Пласман у другу рунду           |
| 2.   | Русија         | 3  | 2 | 1 | 230 | 219 | +11   | 5    | Пласман у другу рунду           |
| 3.   | Нигерија       | 3  | 1 | 2 | 266 | 242 | +24   | 4    | Распоред од 17. до 32. позиције |
| 4.   | Јужна Кореја   | 3  | 0 | 3 | 208 | 290 | -82   | 3    | Распоред од 17. до 32. позиције |

## Утакмице

### Русија vs. Нигерија
| 31. август 2019. 16:30 | Boxscore | Русија                                                               | 82 : 77 | Нигерија                  | Спортски центар Вухан, Вухан Судије: Омар Бермундез, Такаки Като, Ахмед Ал-Шуваили |  |
| 31. август 2019. 16:30 | Boxscore | Четвртине: 18:13, 22:22, 18:23, 24:19                                |         |                           | Спортски центар Вухан, Вухан Судије: Омар Бермундез, Такаки Като, Ахмед Ал-Шуваили |  |
| 31. август 2019. 16:30 | Boxscore | Поени: Кулагин 16 Скокови: Курбанов 7 Асистенције: Фридзон, Зупков 4 |         | Окоги 18 Чимези 6 Окоги 4 | Спортски центар Вухан, Вухан Судије: Омар Бермундез, Такаки Като, Ахмед Ал-Шуваили |  |

### Аргентина vs. Јужна Кореја
| 31. август 2019. 20:30 | Boxscore | Аргентина                                                     | 95 : 69 | Јужна Кореја                    | Спортски центар Вухан, Вухан Гледаоци: 4.585 Судије: Кристијано Маранхо, Зденко Томашович, Карсет Страуб |  |
| 31. август 2019. 20:30 | Boxscore | Четвртине: 22:11, 21:17, 28:16, 24:25                         |         |                                 | Спортски центар Вухан, Вухан Гледаоци: 4.585 Судије: Кристијано Маранхо, Зденко Томашович, Карсет Страуб |  |
| 31. август 2019. 20:30 | Boxscore | Поени: Лапровитола 17 Скокови: Скола 9 Асистенције: Кампазо 6 |         | Ратлиф 31 Ратлиф 15 Јанг-хјун 7 | Спортски центар Вухан, Вухан Гледаоци: 4.585 Судије: Кристијано Маранхо, Зденко Томашович, Карсет Страуб |  |

### Нигерија vs. Аргентина
| 2. септембар 2019. 16:30 | Boxscore | Нигерија                                              | 81 : 94 | Аргентина                   | Спортски центар Вухан, Вухан Гледаоци: 2.100 Судије: Кристијано Маранхо, Такаки Като, Ахмед Ал-Шуваили |  |
| 2. септембар 2019. 16:30 | Boxscore | Четвртине: 17:28, 26:15, 18:29, 20:22                 |         |                             | Спортски центар Вухан, Вухан Гледаоци: 2.100 Судије: Кристијано Маранхо, Такаки Като, Ахмед Ал-Шуваили |  |
| 2. септембар 2019. 16:30 | Boxscore | Поени: Окоги 18 Скокови: Амину 8 Асистенције: Окоги 5 |         | Скола 23 Скола 10 Кампазо 8 | Спортски центар Вухан, Вухан Гледаоци: 2.100 Судије: Кристијано Маранхо, Такаки Като, Ахмед Ал-Шуваили |  |

### Јужна Кореја vs. Русија
| 2. септембар 2019. 20:30 | Boxscore | Јужна Кореја                                             | 73 : 87 | Русија                                                   | Спортски центар Вухан, Вухан Гледаоци: 1.637 Судије: Омар Бермундез, Зденко Томашович, Маркос Мичаелидес |  |
| 2. септембар 2019. 20:30 | Boxscore | Четвртине: 18:27, 19:13, 12:23, 24:24                    |         |                                                          | Спортски центар Вухан, Вухан Гледаоци: 1.637 Судије: Омар Бермундез, Зденко Томашович, Маркос Мичаелидес |  |
| 2. септембар 2019. 20:30 | Boxscore | Поени: Ретлиф 19 Скокови: Ретлиф 10 Асистенције: Ли Ј. 5 |         | Фридзон, Воронцевич 13 Курбанов, Воронцевич 7 Курбанов 9 | Спортски центар Вухан, Вухан Гледаоци: 1.637 Судије: Омар Бермундез, Зденко Томашович, Маркос Мичаелидес |  |

### Јужна Кореја vs. Нигерија
| 4. септембар 2019. 16:30 | Boxscore | Јужна Кореја                                                | 66 : 108 | Нигерија                      | Спортски центар Вухан, Вухан Судије: Омар Бермундез, Карстен Страуб, Маркос Мичаелидес |  |
| 4. септембар 2019. 16:30 | Boxscore | Четвртине: 15:17, 16:32, 19:30, 16:29                       |          |                               | Спортски центар Вухан, Вухан Судије: Омар Бермундез, Карстен Страуб, Маркос Мичаелидес |  |
| 4. септембар 2019. 16:30 | Boxscore | Поени: Ретлиф 18 Скокови: Ретлиф 11 Асистенције: Ли, Парк 4 |          | Ерик 17 Ерик, Мет 9 Ироегбу 6 | Спортски центар Вухан, Вухан Судије: Омар Бермундез, Карстен Страуб, Маркос Мичаелидес |  |

### Русија vs. Аргентина
| 4. септембар 2019. 20:30 | Boxscore | Русија                                                              | 61 : 69 | Аргентина                    | Спортски центар Вухан, Вухан Судије: Кристијано Маранхо, Зденко Томашович, Такаки Като |  |
| 4. септембар 2019. 20:30 | Boxscore | Четвртине: 17:12, 16:27, 7:14, 21:16                                |         |                              | Спортски центар Вухан, Вухан Судије: Кристијано Маранхо, Зденко Томашович, Такаки Като |  |
| 4. септембар 2019. 20:30 | Boxscore | Поени: Зупков 18 Скокови: Воронцевич, Зупков 7 Асистенције: Шопин 4 |         | Кампазо 21 Скола 9 Кампазо 7 | Спортски центар Вухан, Вухан Судије: Кристијано Маранхо, Зденко Томашович, Такаки Като |  |

### Занимљивости
- Ово ће бити друга утакмица између Аргентине и Јужне Кореје на Светском првенству, Аргентина је победила у оба меча, први пут 1994. године, а други пут на 1996.
- Ово ће бити прва утакмица између Русије и Нигерије на Светском првенству. Русија је победила Нигерију на Светском олимпијском турниру 2012, последњој такмичарској утакмици између ова два тима.
- Ово ће бити трећа утакмица између Нигерије и Аргентине на Светском првенству. Аргентина је победила у све три утакмице, а последњу утакмицу су одиграли на Олимпијским играма 2016. године.
- Ово ће бити прва утакмица између Јужне Кореје и Русије на Светском првенству. Русија је победила Јужну Кореју на Светском олимпијском турниру 2012, последњој такмичарској утакмици између ова два тима.
- Ово ће бити прва такмичарска утакмица између Јужне Кореје и Нигерије.
- Ово ће бити четврта утакмица између Русије и Аргентине на Светском првенству. Русија је победила Аргентину 2012. године.